# Baía do Calhau Miúdo
A baía do Calhau Miúdo é uma baía portuguesa localizada no concelho das Lajes do Pico, ilha do Pico, Açores.
Esta baía localiza-se entre o Porto da Aguada na localidade da Ribeira Seca e o Canto da Costa.